# Jakub Wierzchowski
Jakub Wierzchowski (* 15. April 1977 in Lublin, Polen) ist ein ehemaliger polnischer Fußballspieler.

## Vereinskarriere
Jakub Wierzchowski begann seine Karriere in seiner Heimatstadt Lublin bei Lublinianka Lublin. 1996 wechselte er zu Górnik Łęczna und 1998 weiter zu Wisła Krakau. Hier debütierte er 1998 in der Ektraklasa. Allerdings verlor er das vereinsinterne Duell gegen Artur Sarnat und wurde zu Ruch Chorzów verkauft. Hier avancierte er zum Stammtorhüter. 2001 wechselte er in die Bundesliga zu Werder Bremen. In zwei Saisons bei Werder Bremen kam er allerdings auf nur drei Bundesligaspiele. 2003 kehrte er nach Polen zurück und unterschrieb einen Vertrag bei Wisła Płock. Hier spielte er drei Saisons lang und holte mit Płock 2006 den Polnischen Pokal. Nach zwei kurzen Abstechern bei Zagłębie Sosnowiec und Polonia Bytom und einer dazwischen liegenden halbjährigen Vereinslosigkeit, wechselte er 2008 zu seinem ehemaligen Verein Górnik Łęczna in die zweite Polnische Liga. Hier wurde er wieder Stammtorhüter. In der Saison 2010/11 wurde er aber auch bei Górnik Łęczna zum Auswechseltorwart degradiert. Im Alter von 34 Jahren entschied sich Wierzchowski in der Sommerpause 2011 seinem Klub Górnik Łęczna als Torwarttrainer und Standby-Profi zur Verfügung zu stehen. Doch ein Jahr später beendete er dann komplett seine aktive Spielerkarriere.

## Nationalmannschaft
Er spielte insgesamt zweimal für die Polnische Fußballnationalmannschaft. Sein Debüt gab er am 15. November 2000 bei einem Freundschaftsspiel in Warschau gegen Island (1:0). Sein zweites und letztes Länderspiel absolvierte Wierzchowski am 10. Februar 2002 in Limassol gegen die Färöer (2:1).

## Erfolge
- Polnischer Meister (1999)
- Polnischer Pokalsieger (2006)

| Personendaten    | Personendaten             |
| ---------------- | ------------------------- |
| NAME             | Wierzchowski, Jakub       |
| KURZBESCHREIBUNG | polnischer Fußballspieler |
| GEBURTSDATUM     | 15. April 1977            |
| GEBURTSORT       | Lublin, Polen             |